# Разумовский, Кирилл Григорьевич
Граф (с 1744) Кири́лл Григорьевич Разумо́вский (фамилия при рождении — Ро́зум; 18 (29) марта 1728, село Лемеши, Козелецкая сотня, Киевский полк, Киевская губерния, Российская империя — 9 (21) января 1803, резиденция Батуринский дворец, Конотопский уезд, Черниговская губерния, Российская империя) — последний гетман Войска Запорожского (1750—1764), генерал-фельдмаршал (1764), президент Петербургской академии наук в течение более чем полувека (с 1746 по 1798). Основатель графского и княжеского рода Разумовских.

## Ранние годы
Своим возвышением, богатством и карьерой Кирилл был обязан старшему брату Алексею, который в 1742 году стал фаворитом (по слухам, даже тайным мужем) императрицы Елизаветы Петровны. По возвышении Алексей вызвал в Санкт-Петербург из Малороссии и всё семейство Розумов, которые получили дворянскую фамилию Разумовских. Неграмотного брата под присмотром адъюнкта Г. Н. Теплова он отправил учиться в Европу.
После гран-тура по Италии и Франции и посещения инкогнито лекций в Геттингенском университете юный вельможа с сентября 1743 по июль 1744 года живёт в доме Эйлера, который учит его математике. В 16 лет он вернулся в Петербург с графским титулом и чином действительного камергера, а в 18 лет получил шокировавшее учёный мир назначение президентом Петербургской академии наук «в рассуждение усмотренной в нём особливой способности и приобретённого в науках искусства». Фактически управление академией при Разумовском осуществляли директора.

## Личные качества и брак
Он был не без познаний, отлично говорил по-немецки и по-французски, явился при пышном дворе Елизаветы Петровны истым вельможею по собственному достоинству и по тонкому врожденному уменью держать себя. Отсутствие гениальных способностей вознаграждалось страстною любовью к родине, правдивостью, благотворительностью, — качествами, которыми он заслужил себе всеобщее уважение. К тому же он был хорош собою, оригинального ума, очень приятен в обращении и умом превосходил своего брата. Почести и несметное богатство не вскружили ему голову; роскошь и все последствия, с нею неразрывные, не испортили его сердца; он был добр, благотворителен, щедр в милостях и без малейшей гордости и спеси, всем доступен. Так, говорят, что он до смерти хранил костюм, в котором некогда пас волов простым казаком. Он любил показывать его своим несколько кичливым сыновьям, на что однажды от одного из них выслушал резонный ответ: «Между нами громадная разница: вы сын простого казака, а я сын русского фельдмаршала». Он вполне и от души предавался светским удовольствиям и придворным торжествам. Екатерина II так описывала Кирилла Григорьевича: «он был хорош собой, оригинального ума, очень приятен в обращении и умом несравненно превосходил своего брата, который также был красавец».
При дворе вчерашнего казака любили, все красавицы были от него без ума. В жёны ему императрица подобрала свою троюродную сестру Екатерину Нарышкину, за которой было дано колоссальное приданое, включавшее в числе прочего Романов двор и несколько сёл на территории современной Москвы. Брат фаворита в одночасье сделался одним из самых богатых людей страны. С 1748 года Кирилл Разумовский — подполковник лейб-гвардии Измайловского полка, сенатор и генерал-адъютант.

У Разумовского на кухне ежедневно истребляли целого быка, десять баранов, сотню кур и прочего в соответствующем количестве. Главным его поваром был знаменитый Баридо, оставленный в России маркизом де ла Шетарди и считавшийся даже выше самого Дюваля, повара-француза Фридриха II. Слуг у Разумовского насчитывалось до трехсот: управляющий, дворецкий, главный камердинер, два карла, четверо парикмахеров, маркер при бильярде, ключник, пять кухонных мужиков, швейцар, десять выездных лакеев, два скорохода, казак, четыре лакея, два гайдука, три счетовода, при них два писаря и четыре письмоводителя, два межевика и шесть помощников, десять истопников, три ключницы и т. д. Он не забывал никогда привычек своей родины и во многих частностях сохранил их: простые и грубые малороссийские кушанья — борщ и гречневая каша — всегда были его любимыми блюдами. При звуках казацкой бандуры ноги его сами начинали ходить.— К. Валишевский

## Гетман всея Малой Руси
Ради Разумовского императрица согласилась воссоздать упразднённое к тому времени гетманское достоинство и в 1750 году отправила его управлять Гетманщиной. 2 (13) августа 1750 года императрица подписала указ о новом титуле Разумовского. Отныне он титуловался «Ея Императорского Величества гетман всея Малыя России, обеих сторон Днепра и войск запорозских, действительный камергер, Академии наук президент, лейб-гвардии Измайловского полку подполковник, орденов святого Александра, Белого орла и святой Анны кавалер, граф Кирила Григорьевич Разумовский». В своих двух столицах — Глухове и Батурине — Разумовский окружил себя придворными, завёл итальянскую оперу и французский театр. Свои указы он формулировал не менее самодержавно, чем то было принято в Петербурге: «Мы заблагорассудили… Мы повелеваем…» Выписанный с берегов Невы архитектор Квасов принялся за возведение дворцовых резиденций. В дальнейшем Разумовский продолжал уделять особое внимание дворцовому и церковному строительству в Малороссии, стремясь приблизить его к столичной архитектуре. Неотступно следовал за покровителем и Теплов, женившийся к тому времени на его двоюродной сестре.
До Елизаветы доходили весьма неблагоприятные сведения о порядках, которые Разумовский завёл на вверенных ему территориях. Валишевский отмечает, что при всех обнадеживающих задатках молодой гетман нередко «подпадал под влияние алчных родных и испорченной среды, окружавшей его». Императрицу засыпали жалобами на мздоимство Разумовского, на то, что под его управлением крестьяне нищают, а его родственники сказочно обогащаются. В 1754 г. она вызвала Разумовского для объяснений в Москву. Тогда же власть гетмана была серьёзно ограничена, отменялись таможенные сборы на имперско-гетманской границе, к гетману был приставлен резидент из генералитета. Елизавета также запретила Разумовскому переписываться с иностранцами. Территория, управляемая гетманом, была сокращена — в 1756 году запорожское казачье войско было подчинено Сенату.
После трёхлетнего пребывания при императорском дворе Разумовскому было дозволено возвратиться в свою глуховскую резиденцию. Но уже в конце того же 1757 года он спешит обратно на север по делам Академии наук. После учреждения в 1755 году Московского университета Г. Н. Теплов, составлявший устав университета в Москве, предлагает Разумовскому свой проект по организации аналогичного учреждения для малороссов в Батурине.
На рубеже 1750-х и 1760-х Кирилл Разумовский в полной мере проявляет себя как зрелый государственный деятель: хлопочет о повышении довольства малороссийских казаков, отстаивает права Малороссии в Сенате, по возвращении в Глухов разворачивает программу далеко идущих преобразований в духе Просвещения, включая введение регулярного строя полков и переустройство судопроизводства.

## Разумовский и Екатерина
Всё короткое правление Петра III гетман провёл в Петербурге в приготовлениях к походу против Дании, у которой император мечтал отобрать владения своих предков. Как командир Измайловского полка он сыграл важную роль в приходе к власти Екатерины и стал её доверенным лицом. Манифест о восшествии на престол был напечатан в типографии возглавляемой им Академии наук. В надежде на то, что гетманский титул станет наследственным в роду Разумовских, Кирилл вернулся в Глухов, дабы продолжить начатые преобразования.
Между тем мысль о появлении в «подбрюшье» России обширного княжества во главе с династией Разумовских не пришлась Екатерине по вкусу, и в её окружении скоро возобладало мнение о необходимости отмены гетманства. Одним из главных инициаторов упразднения гетманства был Г. Н. Теплов, составивший знаменитый документ «О непорядках, которые происходят от злоупотребления прав и обыкновений, грамотами подтверждённых Малороссии». В нём Теплов, будучи главой гетманской канцелярии при Разумовском, изобличает институты канцелярии в несостоятельности, кратко излагает историю утверждения гетманской канцелярии в России, причины коррупции в Малороссии, и приходит к выводу, что для улучшения положения малороссийских крестьян необходимо провести ротацию вельмож, а институты Гетманщины полностью заменить, по причине их неэффективности и в силу грабительских притязаний казацкой старшины, облечённой грамотами на крестьянские земли. Разумовский был вызван ко двору, где у него затребовали прошение об отставке. Указ об упразднении гетманского достоинства вышел 21 ноября 1764 года. В качестве компенсации Разумовский получил чин генерала-фельдмаршала, хотя не имел боевого опыта. Последующие два года он провёл за границей.

## Жизнь в отставке
После смерти в 1771 году графини Разумовской полновластной хозяйкой Батуринского дворца сделалась племянница фельдмаршала — Софья Апраксина. Её безграничное влияние на графа вызывало многочисленные кривотолки. Помимо малороссийских поместий, Разумовский обустроил на Пахре поместье Поливаново и подолгу живал в подмосковной усадьбе Петровское-Разумовское: «В подмосковном имении у него кормились всегда толпы малороссов, рылись пруды, главное, дававшие ему иллюзию далекой родины и доставлявшие случай вести длинные разговоры, в которых он вспоминал свой язык и годы детства». В Петербурге он владел роскошным дворцом на Мойке (д. 48, архитекторы А. Ф. Кокоринов, Валлен-Деламот).

Лишившись своего высокого официального положения, но ещё более обогатившись в 1771 г. смертью брата, оставившего ему сто тысяч крестьян, он начал себя держать с высокомерной независимостью, не лишенной величия, и, занимая особое положение, на неприкосновенность которого и сама Екатерина, по-видимому, не посягала, некоторым образом стал особняком среди толпы, сгибавшейся в три погибели под повелительным взором монархини. Когда в 1776 г. Григорий Орлов, вопреки закону, женился на двоюродной сестре, девице Зиновьевой, Разумовский как член Сената отказался подписать постановление, по которому супруги разводились и заточались в монастырь. Когда Потёмкин однажды вздумал принять его в халате, он ответил ему такой же вежливостью, появившись на балу фаворита в таком же костюме.— К. Валишевский
В последнее десятилетие жизни старый граф передал управление имениями в руки сына Алексея. В 1790-е гг. он возводит для себя ещё одну роскошную резиденцию в Малороссии, на этот раз в Яготине. В эти годы он выписал с австрийской фермы князя Лихтенштейна испанских овец, в Яготине разводил шелковицу и вводил шелководство, ввозил также сельскохозяйственные машины, заводил мельницы, в Батурине усовершенствовал свечную и суконную фабрики. Есть предание, что Разумовский первым развёл на северо-востоке Малороссии пирамидальные тополя.
Из-за боли в ноге он вынужден был отказаться от игры в бильярд, до которой смолоду был охотник. Переписка с сыном Алексеем велась им, против обыкновения аристократии того времени, на русском языке. Письма старого графа, хотя и пересыпаны сетованиями на слабое здоровье, имеют тон острый, насмешливый, с оттенком малороссийского юмора:
У нас после прекрасных дней сделалась погода чухонская, небо пёстрое, похожее на серую лошадь в яблоках, между которых и солнце иногда проскакивает. Погода холодная и сырая производит дождь, снег и крупу, а посему и я как разбитая лошадь, чувствую боль превеликую в груди. Спина, рёбра будто как дубьём понадломали. <…> Растаяло было всё, показывало приближение весны, но вдруг задуло по-зимнему, заморозило и дало пощёчину весне, которая гораздо, кажется, поотчалила.
Толковали, что когда Павел I послал в Батурин справиться об одном из последних участников переворота против его отца, то гонец получил ответ: «Скажите его величеству, что я умер». Разумовский скончался 9 января 1803 года в Батурине на 75-м году жизни от инфаркта; также он страдал сахарным диабетом. Похоронен в местной Воскресенской церкви, построенной им же на склоне жизни. Церковь и могила гетмана сохранились. Пышное надгробие работы Ивана Мартоса сохранилось фрагментарно, над могилой в 2013 г. установлена его копия.
Разумовский был награждён орденами Андрея Первозванного, Святого Александра Невского, Святой Анны I степени и Белого орла.

## Память
- Имя Разумовского присвоено Московскому государственному университету технологий и управления.
- Статуя Разумовского — часть скульптурной композиции «Молитва за Украину».
- 1984—1986 — «Михайло Ломоносов» — Аристарх Ливанов  (фильм третий "Во славу Отечества" (1 и 2 серии))

## Семья
По желанию императрицы Елизаветы 27 октября 1746 года Разумовский женился на фрейлине императорского двора Екатерине Ивановне Нарышкиной (1729—1771). У супругов было шесть сыновей и пять дочерей:
- Наталья Кирилловна (1747—1837), фрейлина, с 1772 года была замужем за Николаем Александровичем Загряжским (1743—1821).
- Алексей Кириллович (1748—1822), действительный камергер, тайный советник, сенатор, министр народного просвещения.
- Елизавета Кирилловна (1749—1813), фрейлина, с 1776 года была замужем за Петром Фёдоровичем Апраксиным (1728—1813).
- Пётр Кириллович (1751—1823), обер-камергер, в 1774 году против воли отца женился на фрейлине С. С. Черторыжской, ур. Ушаковой (1746—1806).
- Андрей Кириллович (1752—1836), светлейший князь, дипломат.
- Дарья Кирилловна (1753—1762), скончалась девятилетним ребёнком, похоронена в семейной усыпальнице своей матери в Высоко-Петровском монастыре.
- Анна Кирилловна (1754—1826), фрейлина, отличалась красивой наружностью, была замужем за В. С. Васильчиковым.
- Прасковья Кирилловна (1755—1808), фрейлина, против воли была выдана замуж за генерал-фельдмаршала И. В. Гудовича (1741—1820).
- Лев Кириллович (1757—1818), генерал-майор, был женат на Марии Григорьевне Голицыной, ур. Вяземской (1772—1865).
- Григорий Кириллович (1759—1837), геолог, ботаник, литератор, жил почти постоянно за границей.
- Иван Кириллович (1761—1802), генерал-майор, командир Малороссийского гренадерского полка.

- Екатерина Ивановна
- Наталья Кирилловна
- Алексей Кириллович
- Елизавета Кирилловна
- Пётр Кириллович
- Андрей Кириллович
- Анна Кирилловна
- Лев Кириллович